# ベニー・グリーン (ピアニスト)
ベニー・グリーン（Benny Green、1963年4月4日 - 、ニューヨーク・シティ生）は、ハード・バップ・ジャズのピアニスト。アート・ブレイキー率いるジャズ・メッセンジャーズの一員でもあった。

## 略歴
カリフォルニア州のバークリーに育ち、7歳からクラシックのピアノ曲を学んだ。父親がジャズのサクソフォン奏者だったため、早い年代からジャズに関心を示している。フェイ・キャロルに才能を見出されて、十代にしてエディ・ヘンダーソンのクインテットに参加した。ハイスクールを卒業するとサンフランシスコに過ごすが、職業音楽家としての成功は、ニューヨークに里帰りしてから果たした。1983年4月にベティ・カーターのバンドに入団するが、1991年からは自身のトリオを結成している。
ほとんどのアルバムをブルーノートやテラークから発表してきたが、オランダのレーベル、クリス・クロス・ジャズへも録音を行っている。音楽様式はバド・パウエルになぞらえられており、本人もパウエルから受けた影響を認めている。
日本やアジアとの関わりは、2004年4月にリリースされたウンサン（Woong san）のファースト・アルバム『イントロデューシング・ウンサン』(2003年12月リリース 韓国盤『Love Letters』)、2006年9月にリリースされた深津純子のアルバム『ジャズン・フルート』、2010年5月にリリースされた杉山千絵のファースト・アルバム『杉山千絵 meets ベニー・グリーン』があげられる。

## ディスコグラフィ

### リーダー・アルバム
- Prelude (1988年、Criss Cross)
- In This Direction (1988年、Criss Cross)
- 『ダット・デア』 - Lineage (1990年、Blue Note)
- 『グリーンズ』 - Greens (1991年、Blue Note)
- 『ザ・ヴィレッジ・ヴァンガード』 - Testifyin'!: Live at the Village Vanguard (1991年、Blue Note)
- 『ザッツ・ライト!』 - That's Right! (1992年、Blue Note)
- 『BLUE NOTES』 - Blue Notes (1993年、Somethin' Else)
- 『ザ・プレイス・トゥ・ビー』 - The Place to Be (1994年、Blue Note)
- 『カレイドスコープ』 - Kaleidoscope (1996年、Blue Note)
- 『オスカー・アンド・ベニー』 - Oscar and Benny (1997年、Telarc) ※with オスカー・ピーターソン
- 『FUNKY!』 - Funky! (1998年、Somethin' Else)
- 『ジーズ・アー・ソウルフル・デイズ』 - These Are Soulful Days (1999年、Blue Note)
- 『ナチュラリー』 - Naturally (2000年、Telarc)
- 『グリーンズ・ブルース』 - Green's Blues (2001年、Telarc) ※ソロ・ピアノ
- 『デュオ・ライヴ - ジャズ・アット・ザ・ビストロ』 - Jazz at the Bistro (2002年、Telarc) ※with ラッセル・マローン
- 『ブルーバード』 - Bluebird (2003年、Telarc) ※with ラッセル・マローン
- Source (2011年、Jazz Legacy)
- Magic Beans (2013年、Sunnyside)
- 『ライブ・イン・サンタ・クルーズ!』 - Live in Santa Cruz! (2013年、Sunnyside)
- 『ハピネス! ライヴ・アット・クンブワ』 - Happiness! Live at Kuumbwa (2016年、Sunnyside)
- 『ゼン・アンド・ナウ』 - Then and Now (2018年、Sunnyside)
- 『べニーズ・クリブ』 - Benny's Crib (2020年、Sunnyside)

## 註釈
1. ↑  Allmusic